# Julio Castillo
Julio Castillo (Cidade do México, 3 de outubro de 1944—Cidade do México, 19 de setembro de 1988) foi um ator e diretor de televisão mexicano.

## Filmografia

### Televisão
- Lo blanco y lo negro (1989)
- Encadenados (1988)
- Lista negra (1987)
- Yesenia (1987)
- Eclipse (1984)
- Lo que el cielo no perdona (1982)
- Nosotras las mujeres (1981)
- Caminemos (1980)
- El Combate (1980)
- El manantial del milagro (1974)
- Cartas sin destino (1973)
- Entre brumas (1973)
- Extraño en su pueblo (1973)

### Teatro
- "Cementerio de automóviles"
- "El brillo de la ausencia"
- "Vacío"
- "Silencio pollos pelones"
- "Armas blancas"
- "De película"
- "Los bajos fondos"
- "De la calle"
- "Dulces compañías"